# Андерсон (округ, Кентукки)
А́ндерсон (англ. Anderson County) — округ в штате Кентукки, США. Официально образован в 1827 году. По состоянию на 2010 год, численность населения составляла 21 421 человека.

## География
По данным Бюро переписи США, общая площадь округа равняется 529,086 км2, из которых 524,916 км2 суша и 4,170 км2 или 0,790 % это водоёмы.

## Население
По данным переписи населения 2000 года в округе проживает 19 111 жителей в составе 7 320 домашних хозяйств и 5 526 семей. Плотность населения составляет 36,00 человек на км2. На территории округа насчитывается 7 752 жилых строений, при плотности застройки около 15,00-ти строений на км2. Расовый состав населения: белые — 96,53 %, афроамериканцы — 2,35 %, коренные американцы (индейцы) — 0,12 %, азиаты — 0,12 %, гавайцы — 0,01 %, представители других рас — 0,17 %, представители двух или более рас — 0,70 %. Испаноязычные составляли 0,80 % населения независимо от расы.
В составе 37,00 % из общего числа домашних хозяйств проживают дети в возрасте до 18 лет, 62,80 % домашних хозяйств представляют собой супружеские пары проживающие вместе, 9,20 % домашних хозяйств представляют собой одиноких женщин без супруга, 24,50 % домашних хозяйств не имеют отношения к семьям, 20,50 % домашних хозяйств состоят из одного человека, 8,40 % домашних хозяйств состоят из престарелых (65 лет и старше), проживающих в одиночестве. Средний размер домашнего хозяйства составляет 2,59 человека, и средний размер семьи 2,99 человека.
Возрастной состав округа: 0,00 % моложе 18 лет, 0,00 % от 18 до 24, 0,00 % от 25 до 44, 0,00 % от 45 до 64 и 0,00 % от 65 и старше. Средний возраст жителя округа 36 лет. На каждые 100 женщин приходится 95,60 мужчин. На каждые 100 женщин старше 18 лет приходится 93,00 мужчин.
Средний доход на домохозяйство в округе составлял 45 433 USD, на семью — 50 837 USD. Среднестатистический заработок мужчины был 33 125 USD против 25 053 USD для женщины. Доход на душу населения составлял 18 621 USD. Около 4,80 % семей и 7,50 % общего населения находились ниже черты бедности, в том числе — 8,70 % молодёжи (тех, кому ещё не исполнилось 18 лет) и 13,10 % тех, кому было уже больше 65 лет.